# 比卡茲鄉 (馬拉穆列什縣)

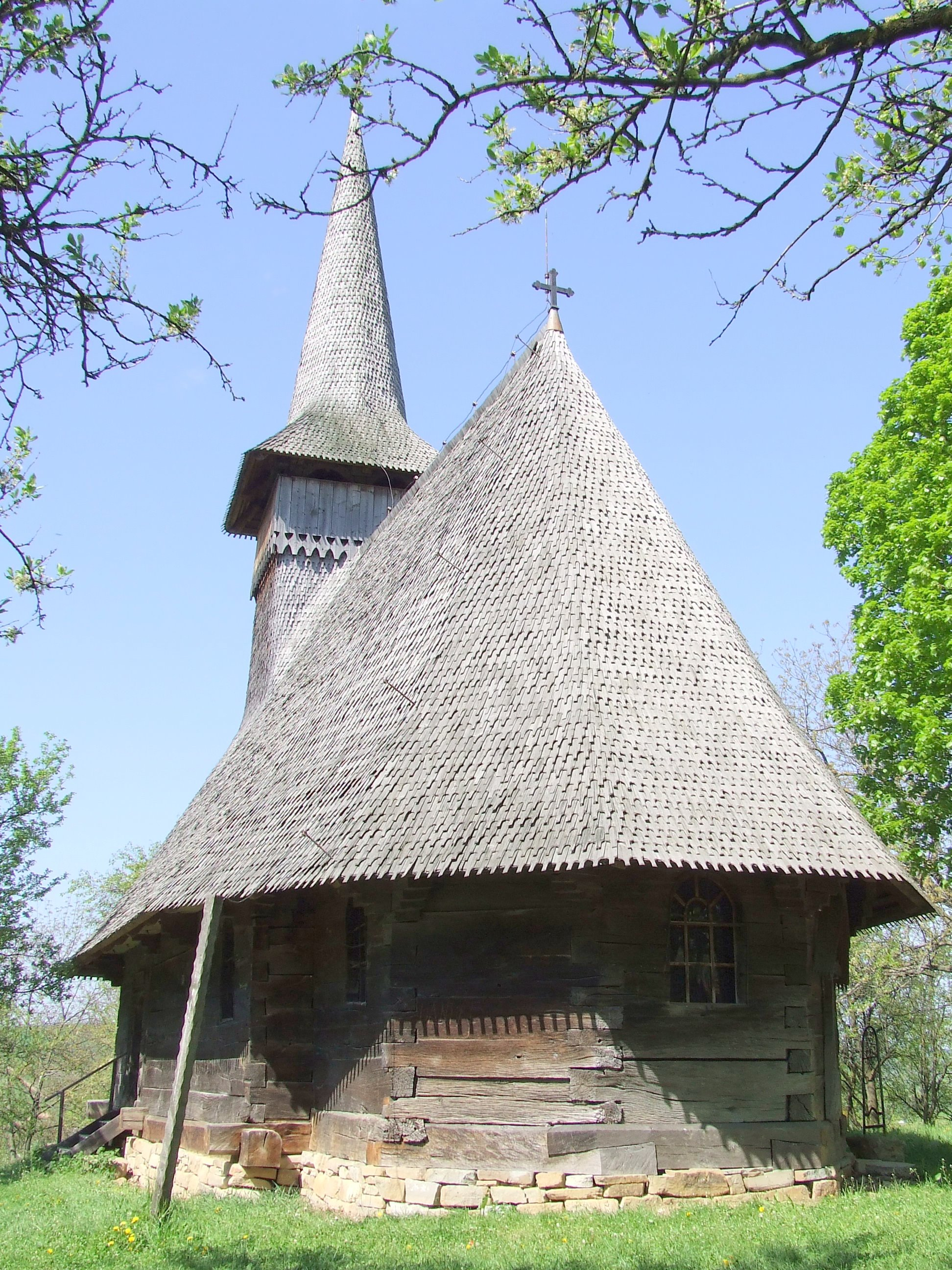

比卡茲鄉（羅馬尼亞語：Comuna Bicaz, Maramureș），是羅馬尼亞的鄉份，位於該國西北部，由馬拉穆列什縣負責管轄，面積29平方公里，海拔高度194米，2007年人口1,174，人口密度每平方公里40人。